# こころ オブ・ザ・デッド〜スーパー漱石大戦〜
『こころ オブ・ザ・デッド〜スーパー漱石大戦〜』（こころ オブ・ザ・デッド〜スーパーそうせきたいせん〜）は、アメイジング翻案・架神恭介、作画・目黒三吉による日本の漫画。夏目漱石の複数の小説をベースにした作品で、『コミック アース・スター』（アース・スター エンターテイメント）にて、2016年5月27日より連載開始。2017年1月27日公開の第七幕で、漫画連載は休止。同時公開されていた小説も2017年2月27日公開の第八幕で更新を休止した。

## 概要
夏目漱石没後100年記念作品で、夏目漱石の『こゝろ』をゾンビ作品へとリメイクした作品。『こゝろ』の他にも様々な漱石作品のキャラクターが登場する。
青空文庫でアクセス数が最も多い作品が『こゝろ』だったため、それに何かをくっつけて作品にできないかという担当編集のアイデアがもとになっている。作品そのものは架神の小説が原作となっており、架神は初となるネームにも挑戦している
連載開始前の2016年4月27日に第一話の冒頭が先行公開され、その突飛な設定に話題を呼んだ。
ともに有名小説をゾンビ作品化させた作品というつながりから、映画『高慢と偏見とゾンビ』とコラボを行った。

## あらすじ
先生とKは下宿先で平和に暮らしていたが、ある日お嬢さんがゾンビに襲われ、半分ゾンビ化してしまう。先生とKはお嬢さんを助けるべく、お嬢さんを連れて房総にある感染病の研究所へ向かうことになった。

## 登場人物

### 主要人物
先生
作品の主人公。柳生新陰流の後継者。「僕に兵法がある」「柳生新陰流を応用すれば」が口癖。Kがお嬢さんに好意を抱いていることに嫉妬している。
武器は三池典太。
K
先生の親友。「道」を極めようとする思いが強い。小野派一刀流の後継者。
流派の荒行「山神参り」を行い、熊を4匹食い殺したことから「KUMAGOROSHI」（熊殺し）となり、そこから「K」と呼ばれるようになった。
武器は瓶割刀。
お嬢さん
ゾンビに噛まれ感染しているが完全にはゾンビ化せず、茄子を食べたときだけ正気を取り戻す。
坊っちゃん
『坊つちやん』の主人公。江戸っ子であり唐変木だが真っ直ぐな性格。友人である山嵐の敵討ちのため、帝都にいる愛人を気遣うため、先生たちと行動を開始する。
武器はカイザーナックル。
猫
『吾輩は猫である』の猫（吾輩）。珍野が飼っていたが先生が連れることになった。
グレヰト・ナツメ
作品唯一のオリジナルキャラクター。紫溟吟社の総帥。

### 『こゝろ』からのキャラクター
私
『こゝろ』上・中では語り手であるが、本作ではそのシーンは大幅に省かれており、出番は少ない。
奥さん
先生とKが下宿している家の奥さんで、お嬢さんの母親。

### 『門』からのキャラクター
野中宗助（のなか そうすけ）
『門』の主人公。御米がゾンビ化していることを認めず、半ゾンビ化しているお嬢さんを殺そうとした。
御米（およね）
ゾンビ化した。
小六（ころく）
ゾンビ化した御米に噛まれ、他のゾンビに襲われ死亡した。

### 『坊っちゃん』からのキャラクター
坊っちゃん

山嵐
坊っちゃんの同僚。赤シャツたちの攻撃を受け死亡した。
赤シャツ
県庁の城を乗っ取り食糧を独り占めしたり、村民を殺戮したりする残忍な性格。女性を嬲り殺して精神的快楽を得るサイコパス。伊賀の抜け忍。
七凶星の一人「魔忍将の赤シャツ」として活動していた。武器は伊賀爪。
野だいこ
赤シャツの従者。同じく伊賀の抜け忍で、強酸入りの卵を武器として使う。

### 『吾輩は猫である』からのキャラクター
猫

珍野苦沙弥（ちんの くしゃみ）
『吾輩は猫である』の登場人物。#グレヰト・ナツメとの何らかの関連がある。
バフォメット独仙（バフォメットどくせん）
『吾輩は猫である』の八木独仙。紫溟吟社の1人。
サイエンス寒月（サイエンスかんげつ）
『吾輩は猫である』の寒月。紫溟吟社の1人。
ミステリアス迷亭（ミステリアスめいてい）
『吾輩は猫である』の迷亭。紫溟吟社の1人。

## 用語
柳生新陰流
紫溟吟社（しめいぎんしゃ）

## 書誌情報
- 夏目漱石（原作）、架神恭介（アメイジング翻案）、目黒三吉（作画）、『こころ オブ・ザ・デッド〜スーパー漱石大戦〜』アース・スター エンターテイメント<Earth star comics>、既刊1巻（2016年12月12日現在）
  1. 2016年12月12日初版第一刷発行（同日発売[6]）、ISBN 978-4-8030-0973-6